# Penaea mucronata
Penaea mucronata är en tvåhjärtbladig växtart som beskrevs av Carl von Linné. Penaea mucronata ingår i släktet Penaea och familjen Penaeaceae. Inga underarter finns listade i Catalogue of Life.